# Histoire militaire d'Haïti
Vous pouvez aider à l'améliorer ou bien discuter des problèmes sur sa page de discussion.
- Son texte doit être wikifié : il ne correspond pas à la mise en forme Wikipédia (style, typographie, liens internes, liens entre les wikis, etc.). (Marqué depuis octobre 2024)
- Il n’est pas rédigé dans un style encyclopédique. (Marqué depuis octobre 2024)

L'histoire militaire d'Haïti trouve ses sources dans la révolution haïtienne du tournant du XIXe siècle.

## Origines
L'armée haïtienne a ses origines dans la révolution haïtienne.[réf. nécessaire] Une décennie de guerre a donné naissance à un cadre militaire dont sont issus les premiers dirigeants d'Haïti.

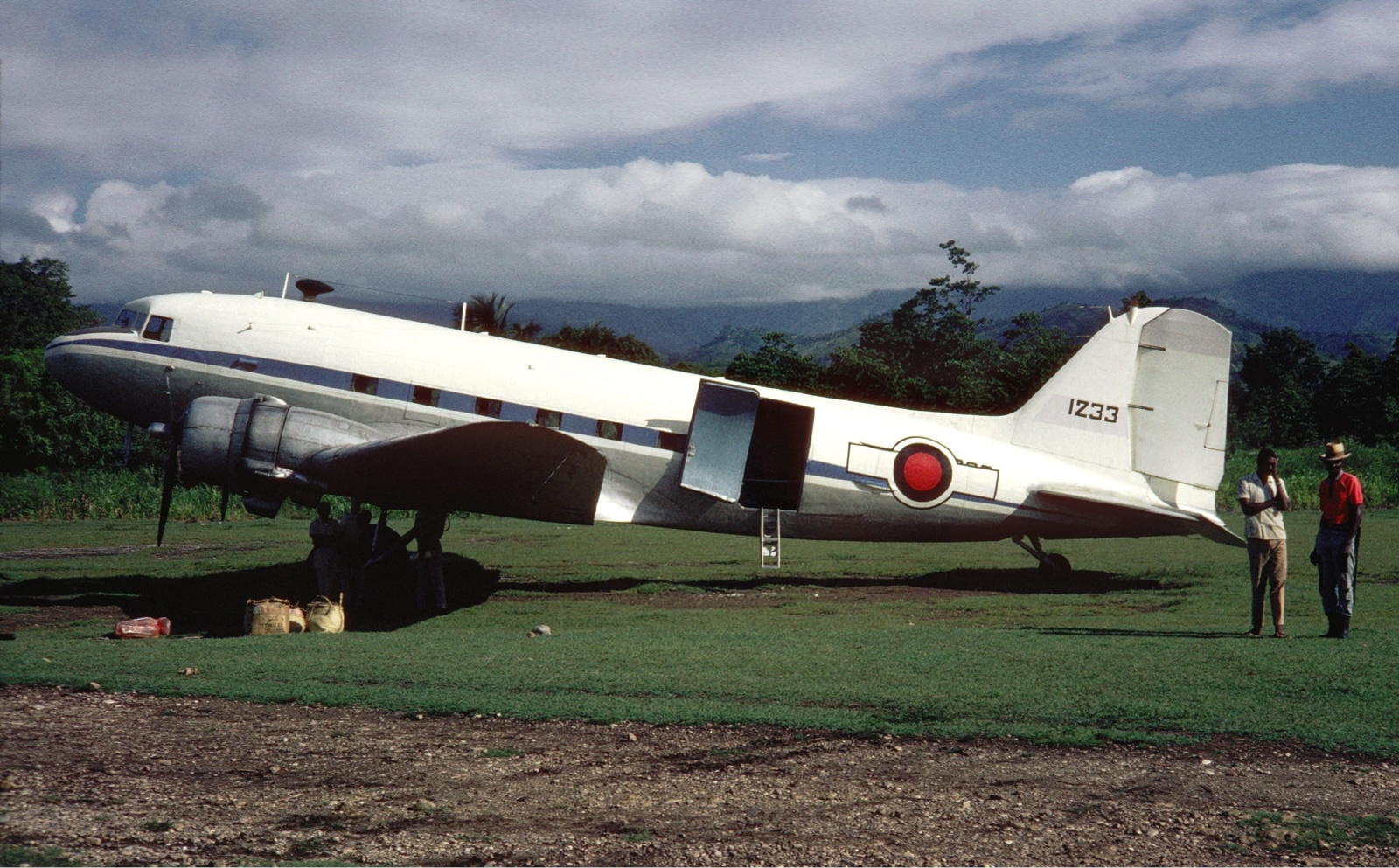
Douglas DC-3 de l'armée de l'air haïtienne en octobre 1969.

La défaite des Français a démontré l'endurance stratégique considérable et les capacités tactiques d'Haïti, mais la victoire d'Haïti ne s'est pas traduite par un gouvernement national efficace ou une économie forte. En l'absence d'une constitution forte, Haïti était généralement gouverné par la force. Les forces armées, unies 

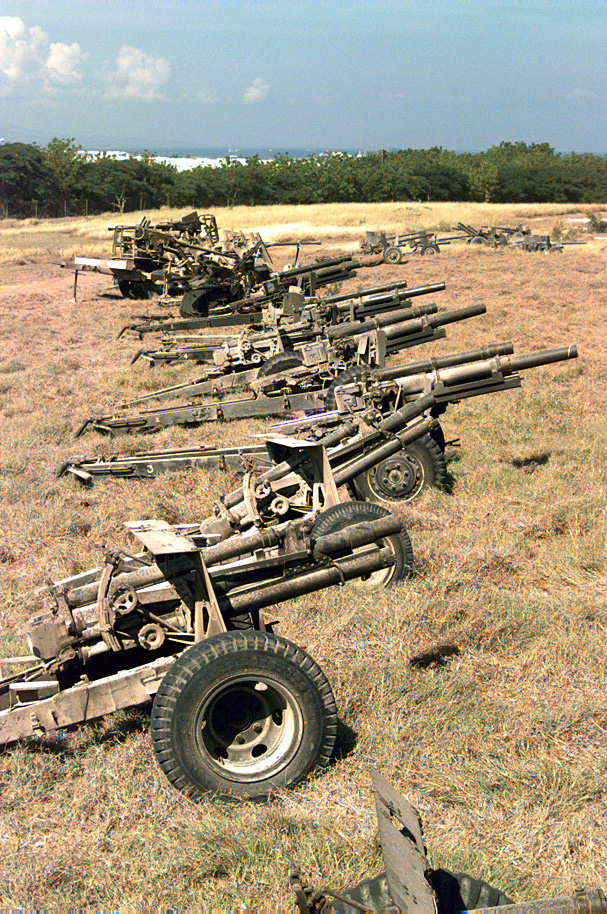
Artillerie de l'armée haïtienne le 24 septembre 1994.

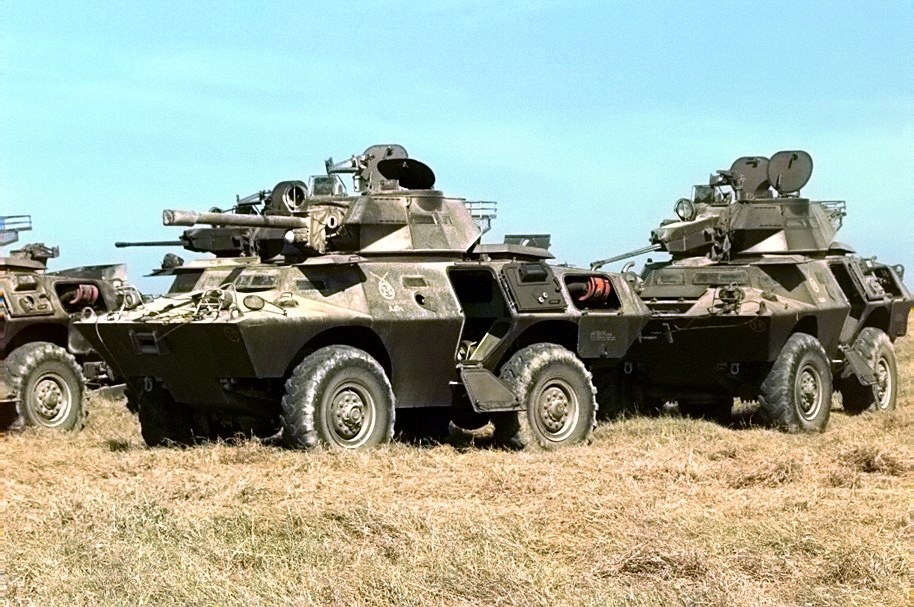
Cadillac Gage Commandos de l'armée haïtienne le 24 septembre 1994.

contre les Français, se sont fragmentées en factions régionales en guerre. Les militaires ont très vite pris le contrôle de presque tous les aspects de la vie haïtienne. Les agents ont assumé la responsabilité de l'administration de la justice et de la gestion municipale. Selon un diplomate haïtien, le pays était à ses débuts « un immense camp militaire ». Sans institutions civiles viables, Haïti était vulnérable aux personnalités militaires, qui façonnaient en permanence le style de gouvernement autoritaire, personnaliste et coercitif du pays.

## XIXesiècle
La défense d'Haïti a été victime d'erreurs politiques. La préparation au combat et le lancement de projets d'ingénierie liés à la défense au début du XIXe siècle se révélèrent être une préparation coûteuse au conflit contre des armées fantômes. Les projets d'ingénierie comprenaient la construction de la Citadelle de La Ferrière au nord d'Haïti. Peu après, Haïti s'est tourné vers le reste de l'île d'Hispaniola (La Isla Española), contrôlée par Haïti entre 1822 et 1844. Contrôler l'ensemble de l'île, cependant, a épuisé le trésor national et induit une torpeur chez les vétérans endurcis des guerres de l’indépendance.
Au milieu du XIXe siècle, l'instabilité prolongée affaiblit l'armée. À la fin du XIXe siècle, l'armée haïtienne était devenue une milice indisciplinée, mal nourrie et mal payée, qui changeait d'allégeance au fil de la victoire ou de la perte de batailles et de l'arrivée au pouvoir de nouveaux dirigeants. Entre 1806 et 1879, environ 69 révoltes contre les gouvernements existants ont eu lieu. Vingt autres soulèvements ou tentatives d'insurrection ont éclaté entre 1908 et 1915.
Au cours de la seconde moitié du XIXe siècle, l'armée n'a pas réussi à protéger le gouvernement central ou a directement provoqué son effondrement. Les mouvements d'insurgés ruraux dirigés par des piquets et des cacos ont limité l'autorité du gouvernement central dans les zones périphériques. Ces groupes ont mené la guerre jusqu'au XXe siècle; ils ont finalement été repoussés par le Corps des Marines des États-Unis en 1919.
Au début du XXe siècle, l'instabilité politique d'Haïti a provoqué l'ingérence des grandes puissances (la France, l'Allemagne et les États-Unis). L’intérêt croissant des Américains pour Haïti incita la marine américaine à se déployer quinze fois dans les ports du pays entre 1876 et 1913 afin de protéger les vies et les biens des Américains, et les marines des États-Unis pour occuper l’ensemble du pays de 1915 à 1934.
La marine haïtienne a été créée en 1860 avec la mise en service d'une seule canonnière. Deux canonnières supplémentaires sont entrées en service en 1875, suivies d'une corvette dix ans plus tard. En 1900, trois canonnières de fabrication britannique et française avaient été lancées. En 1902, le canotier haïtien Crête-à-Pierrot eut un bref engagement avec un navire de guerre allemand. Hammerton Killick, l'amiral de la flotte haïtienne, a sabordé son navire plutôt que de se rendre.

## Occupation américaine
Les marines des États-Unis ont licencié l'armée haïtienne, composée d'environ 9 000 hommes, dont 308 généraux. En février 1916, la gendarmerie d'Haïti est constituée. Des officiers et sous-officiers des Marines et de la marine des États-Unis ont commandé le groupe. La gendarmerie a tenté d'assurer la sécurité publique, en soumettant initialement les cacos ; de promouvoir le développement, en particulier la construction de routes; et de moderniser l'armée par la mise en place d'une structure de formation, d'un service de santé et d'autres améliorations.
L’occupation d’Haïti par les États-Unis a mis de l’ordre et a entraîné un développement économique et social. Au même moment, les États-Unis ont remanié l'infrastructure militaire désintégrée d'Haïti. La Gendarmerie est devenue Garde d'Haïti en 1928; la Garde formait le noyau des forces armées haïtiennes après la fin de l'administration américaine. Les États-Unis ont cherché à établir une force militaire moderne et apolitique en Haïti. En surface, cela a réussi; l'organisation, l'entraînement et l'équipement de la Garde représentaient tous des améliorations par rapport aux conditions militaires existant avant l'occupation.

## XXesiècle
Après la fin de l'occupation américaine, l'armée haïtienne s'est vu confier la responsabilité de garantir le maintien de l'ordre public. Cette préoccupation vis-à-vis de la sécurité interne, plutôt qu'externe, a perduré tout au long du XXe siècle.
Les garde-côtes haïtiens ont été créés à la fin des années 1930.
L’armée de l’air haïtienne a été créée en 1943.
Haïti est devenu une partie d'un certain nombre d'accords internationaux, notamment le Traité interaméricain d'assistance réciproque (le Traité de Rio), la Charte de l'Organisation des États américains et l' acte antérieur de Chapultepec (1945). Les préoccupations du pays en matière de sécurité vis-à-vis de ses voisins, Cuba et la République dominicaine, ont été prises en compte depuis la Seconde Guerre mondiale dans le cadre plus large des intérêts stratégiques des États-Unis dans les Caraïbes. Le fait que les FAd'H aient déployé relativement peu d'unités le long de la frontière dominicaine, malgré des antécédents de conflits avec leur voisin, reflète les préoccupations limitées d'Haïti en matière de sécurité nationale.

### Période Duvalier
Après l’établissement du régime de Duvalier en 1957, diverses menaces extérieures n’ont eu que peu d’impact sur la sécurité d’Haïti. Le contrôle étroit exercé par les Duvalier a éliminé toutes les influences marxistes du pays, minimisant ainsi les effets de la révolution cubaine. Ce n'est qu'en 1986 qu'un parti communiste, le Parti unifié des communistes haïtiens (PUCH), opérait ouvertement dans le pays. Cuba a aidé des réfugiés haïtiens à se rendre en Floride dans les années 1980, mais son intérêt général pour les affaires haïtiennes n’est pas clair. La gravité des crises politiques et économiques en Haïti, ainsi que la présence des États-Unis dans la région, ont limité la participation d'autres pays aux affaires haïtiennes.
Les menaces à la sécurité intérieure d'Haïti ont toutefois été nombreuses au cours des quatre dernières décennies. Entre 1968 et 1970, le gouvernement a repoussé trois invasions soutenues par des Haïtiens exilés. En 1970, les garde-côtes se sont mutinés. Les cinq navires de la Garde côtière, à court de carburant et de munitions, se sont exilés à la base militaire américaine de Guantanamo, à Cuba. Au début des années 1980, les forces militaires haïtiennes et les membres des Volontaires de la sécurité nationale (VSN) ont vaincu une petite force d'exil sur l'île de la Tortue (île de Tortuga). Un avion a largué une bombe sur le palais national en 1982 et une voiture piégée a explosé à proximité en 1983. Les groupes d'exilés, cependant, n'ont jamais posé de défi militaire significatif à l'armée et au VSN. Le véritable défi auquel ces forces étaient confrontées est venu des troubles intérieurs populaires survenus après 1984.

### Période post-Duvalier
Après l'effondrement du régime de Duvalier en 1986, les FAd'H ont élaboré un programme visant à exercer un leadership politique national, à rétablir l'ordre public et à prendre le contrôle du VSN et d'autres groupes paramilitaires, mais la réalisation de ce programme s'est avérée difficile, vu la situation politique, économique et la politique étrangère.
La mission principale des forces armées haïtiennes à la fin des années 1980 a continué d'être la sécurité intérieure. Après 1986, cependant, cette mission était régulièrement en conflit avec le rôle de leadership national des FAd'H. Les différences générationnelles et politiques entre les officiers et le manque de ressources pour les militaires ont conduit à une instabilité chronique qui a abouti à des coups d'État militaires. Ces coups d'État ont amené le gouvernement à changer de mains à quatre reprises en 1988. Un cinquième coup d'État au début de 1989 n'a toutefois pas réussi à renverser le gouvernement. Les deux problèmes les plus importants auxquels les FAd'H ont été confrontés étaient, premièrement, un commandement militaire supérieur divisé, et, deuxièmement, des officiers subalternes suspects et du personnel des sous-officiers. Ces problèmes sont apparus en 1988 lorsqu'Avril a évincé Namphy et a par la suite renvoyé un certain nombre d'officiers supérieurs. Le degré de manipulation des sous-officiers dans ce processus et la mesure dans laquelle les échelons inférieurs de l'armée ont commencé à façonner leurs propres attitudes politiques ont amené certains observateurs à douter de l'avenir de l'armée en tant qu'institution.
Les défis auxquels les FAd'H étaient confrontés à la fin des années 1980 étaient plus politiques que militaires. Les questions les plus importantes et les plus immédiates portaient sur la capacité de l'institution à gouverner Haïti en période de transition politique et de modernisation. Au milieu de 1989, on ne savait toujours pas comment et quand l'armée avait prévu de transférer le pouvoir à un gouvernement civil légitime. Un autre problème important concerne les ambitions politiques personnelles de certains commandants de l'armée. Il était également difficile de savoir comment les FAd'H répondraient à ces défis, car l'institution n'avait pas démontré de capacités politiques nationales viables. Les FAd'H étaient mal préparées à ce vaste nouveau rôle dans la vie nationale car François Duvalier avait fortement limité son rôle dans les affaires du gouvernement.
Le trafic de stupéfiants est un autre problème lié à la sécurité. Les responsables américains ont exprimé leur inquiétude quant au rôle joué par Haïti en tant que zone de transbordement majeure pour les stupéfiants, principalement la cocaïne colombienne à destination des États-Unis. Ce rôle s'est apparemment élargi après la chute de Jean-Claude. La Drug Enforcement Administration des États-Unis a ouvert un bureau à Port-au-Prince en octobre 1987 pour aider les autorités haïtiennes à contrôler le trafic de drogue. Toutefois, le manque de forces de police professionnelles en Haïti a entravé ces efforts. Les FAd'H semblaient ambivalents face à la question des stupéfiants car la corruption liée à la drogue impliquerait des centaines de membres du corps des officiers et parce que certains officiers ressentaient une forte pression de Washington. Avril a toutefois tenté de calmer les inquiétudes des États-Unis en licenciant des agents liés au trafic de drogue. Paul, ancien commandant du bataillon Dessalines, a été mis en accusation en mars 1988 par un grand jury de Floride pour distribution de cocaïne. Haïti avait signé un traité d'extradition avec les États-Unis, mais l'accord ne couvrait pas les infractions liées aux stupéfiants. Paul n'a donc jamais fait l'objet d'un procès.
Le service continu de Paul dans l'armée pose un problème politique et Avril lui demande de prendre sa retraite. En novembre 1988, cependant, Paul est mort mystérieusement, peut-être victime d'empoisonnement. La mort de Paul a enlevé une figure majeure de la drogue et une menace potentielle pour le pouvoir politique d'Avril.
La politique et les institutions civiles instables et non structurées ont également sapé la stabilité d'Haïti. Certains duvaliéristes ont cherché à utiliser complètement ou partiellement les forces armées pour rétablir l'ancien régime. Dans le même temps, des groupes de civils plus axés sur la démocratie, qui manquaient tous d'une base institutionnelle solide, continuaient à se méfier des dirigeants politiques de l'armée. La faiblesse de l'économie et les critiques des médias internationaux sur les affaires haïtiennes ont entraîné des problèmes de relations financières et publiques pour l'armée ; et comme l'environnement politique d'Haïti demeurait instable et que l'armée ne semblait pas toujours contrôler le pays, Haïti était confrontée à davantage de troubles et au développement possible de mouvements d'insurrection. D'un côté, les forces armées haïtiennes étaient encore l'une des rares institutions de taille nationale, mais de l'autre, elles souffraient d'une grave détérioration des institutions et d'une cohésion réduite. En 1989, l'armée s'efforçait de fournir un leadership politique à un moment où elle faisait face à sa propre désintégration.

### Dissolution
Après des années d'ingérence militaire dans la politique, y compris des dizaines de coups d'État militaires (des tentatives de la période Duvalier en 1958 et 1963 au dernier en 1991), Haïti a démobilisé son armée en 1995. L'Assemblée nationale d'Haïti a créé de nouvelles forces de l'ordre civiles, avec la police nationale haïtienne lourdement armée et les garde-côtes haïtiennes, avec l'aide des États-Unis et des Nations unies. Pourtant, à ce jour, il n’ya pas eu d’amendement constitutionnel officiel visant à abolir l’armée. La Mission des Nations unies pour la stabilisation en Haïti (MINUSTAH) a été autorisée à achever le désarmement et la démobilisation des milices restantes.
Sans ses propres forces militaires, Haïti dépend largement des forces de maintien de la paix des Nations unies. La force multinationale a été chargée de réprimer les émeutes et de se préparer à des élections démocratiques. Avant l'arrivée des forces de l'ONU, une force multilatérale composée de troupes du Canada, du Chili, de la France et des États-Unis a contribué à la stabilisation du pays sous la direction intérimaire du président Boniface Alexandre.
Haïti ne présente aucune menace extérieure évidente. Des tensions existent depuis longtemps entre Haïti et la République dominicaine, mais la frontière actuelle est fixée depuis 1936.

## XXIesiècle

### Reformation
En 2017, il a été annoncé que le gouvernement d'Haïti avait lancé une campagne visant à rétablir l'armée. Selon cette annonce, le gouvernement souhaitait recruter environ 500 hommes et femmes âgés de 18 à 25 ans ayant réussi leurs examens de l'enseignement secondaire. Le rôle de l'armée serait d'aider à faire face aux catastrophes naturelles et de patrouiller les frontières haïtiennes.
Les membres de l'armée haïtienne sont formés et formés grâce à la coopération militaire avec l'Équateur, le Mexique et l'Argentine,. Depuis la formation du TPC et du cabinet Conille, des réunions ont eu lieu avec les États-Unis, la France, l'Argentine, le Mexique, le Taiwan, le Brésil, la Colombie et le Canada sur les questions de partenariat de défense, de coopération militaire, de formation et d'acquisitions militaires.
Les forces armées ont été déployées dans des zones touchées par des catastrophes naturelles comme le tremblement de terre de 2021, ont mené des campagnes d'assainissement, médicales et de vaccination et, plus récemment, ont été déployées pour soutenir la Police Nationale d'Haïti dans la lutte contre la violence des gangs et le terrorisme. Les militaires protègent actuellement le périmètre de l'aéroport et effectuent des patrouilles dans des zones comme le Champ-de-Mars, Delmas, Solino et le Bicentenaire. Le gouvernement a l'intention de déployer des militaires pour protéger la baie de Port-au-Prince et le port, afin de lutter contre la piraterie croissante.

## Ancien équipement
L’armée de terre et l’armée de l’air étaient les branches les mieux équipées des forces armées, la marine la moins équipée au fil des années et jusqu’en 1994.

### Avions
De nombreux avions de l'armée de l'air haïtienne ont été offerts par les États-Unis et la France :

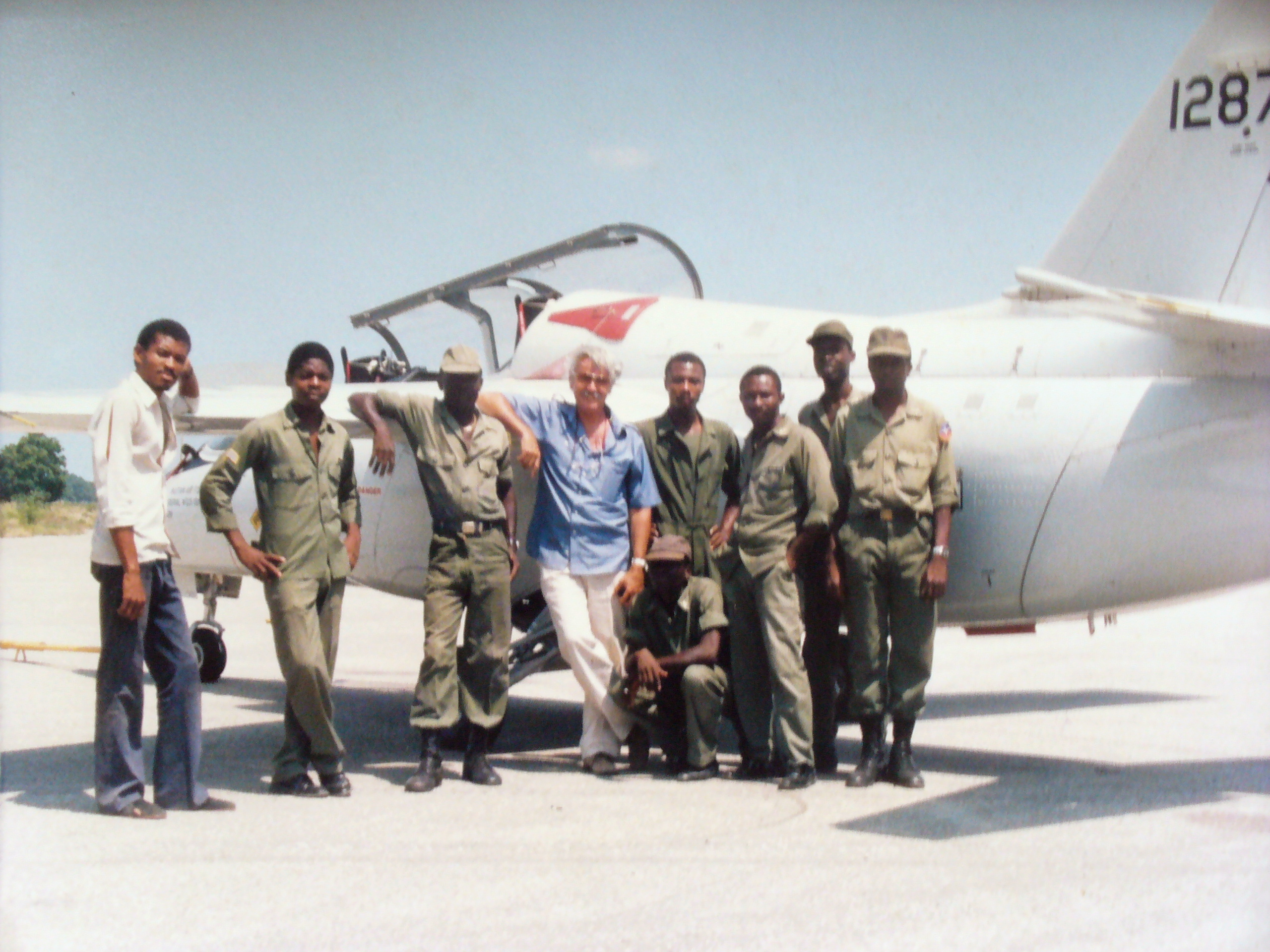
Lynn Garrison avec le Corps d’aviation haïtien Marchetti et son équipage, septembre 1990

- North American F-51D Mustang, chasseurs - 6 livrés en 1950 et le dernier retiré en 1973/74, vendus à la République dominicaine pour des pièces
- North American T-28D Trojan, avion d'entrainement - 12 ex-Force aérienne française livrés en 1973
- Cessna O-2A Skymaster - 8 avions d'observation livrés en 1975 et vendus à la République dominicaine pour des pièces
- Sikorsky S-55, hélicoptères utilitaires
- Curtiss-Wright C-46 Commando, transport militaire
- De Havilland DH.98 Mosquito, bombardier léger - 8 ex-Royal Air Force livré en 1946
- de Havilland Canada DHC-6 Twin Otter et DHC-2 Beaver, services publics
- Hughes 269C hélicoptère utilitaire / d'entraînement - 3
- Hughes 369C, hélicoptère utilitaire / d'entraînement - 2
- Sikorsky S-58T (CH-34 Choctaw C)
- Aermacchi SF.260 TP, Cessna 150 - 3, Cessna 172 Skyhawk - 1, avion d'entraînement militaire
- Lockheed C-60 Lodestar
- Boeing S-307 Stratoliner
- Cessna 310
- Douglas C-47 Dakota
- Beechcraft 58 Baron
- Cessna 402 Utiliner
- IAI 201 Arava
- Piper PA-34 Seneca
- Cessna 303
- Beechcraft 65 Queen Air
- Fairchild PT-19, avion d'entraînement
- North American T-6G Texan, avion d'entraînement
- Vultee BT-13 Valiant, avion d'entraînement
- Beechcraft Bonanza F33, avion d'entraînement
- SIAI Marchetti S.211, appareil d'entraînement au jet. Retiré du service et mis en vente le 23 avril 1990, 2 unités ont été vendues à des sociétés privées américaines et 2 à l'armée de l'air de la république de Singapour

### Armes / Artillerie / Véhicules blindés
Les équipements de la dernière armée permanente, dont beaucoup venaient des États-Unis, ont été repris par l'armée américaine dans les années 1990 lors de l'opération Uphold Democracy :
- Véhicule blindé léger Cadillac-Gage V-100
- Canon tracté M1916 75 mm
- Obusiers tractés M101 de 105 mm
- Fusil d'assaut M16
- Fusil de combat Heckler & Koch G3
- Pistolet Beretta M 1951
- Mitraillette Uzi

Après la remobilisation de l'armée haïtienne par le président Jovenel Moïse, l'armée haïtienne achètera des véhicules blindés à la Russie en 2019 dans le cadre d'un plan global de rééquipement[réf. nécessaire].

### Flotte navale
La flotte de la marine haïtienne a existé au début et à la fin du XXe siècle. Principalement fluviale, la puissance navale a été prise en charge par la marine américaine au début du XXe siècle.
- Frégate Améthyste (1809–? )
- Canonnière Crête-à-Pierrot (1896–1902)
- Canonnière Croyant (1903–1908)
- Canonnière Centenaire (1904-1911)? )
- Canonnière Vertières (1908-1915)
- Canonnière Pacifique
- Canonnière Liberté
- Canonnière en acier de 260 tonnes
- Corvette de fer
- 2 sloops armés

Les navires (principalement des croiseurs) de la flotte qui existait dans les années 1980 ont été remis aux garde-côtes haïtiens à la suite du démantèlement de l'armée.